# Anapleus wewalkai
Anapleus wewalkai är en skalbaggsart som beskrevs av Olexa 1982. Anapleus wewalkai ingår i släktet Anapleus och familjen stumpbaggar. Inga underarter finns listade i Catalogue of Life.